# 瀬戸真矢
瀬戸 真矢（せと まや）は、日本の元ラジオパーソナリティ、元ディスクジョッキー。京都府京都市出身。

## 来歴・人物
早稲田大学理工学部電機情報生命工学科中退。
FM BIRDのDJセミナー、オーディションを経て所属。
2015年10月、公開生放送番組「東洋化成 アナログ・ガラパゴス」でデビュー。
溌剌とした声とキャラクターが持ち味。
2019年3月30日のTS ONE「BUZZFLAG」生放送を以って同番組を卒業したと同時に、ラジオパーソナリティとしての活動を終了したことを4月19日、本人のfacebook記事にて報告。

## 出演
- 東洋化成 アナログ・ガラパゴス（2015年10月 - 2016年9月 土曜 18:30-18:55 TOKYO-FM）[1]
- HITS ONE powered by Billboard JAPAN（2016年3月 - 火曜 17:00-19:00 i-dioTS ONE）[2]
- J-BREAK selected by TS ONE（2017年10月 - 金曜 23:30-23:55 TOKYO-FM）[3]

- キラメキミュージックスター「キラスタ」（FM NACK5） - 2018年1月9日・11日、同じ事務所の小林千鶴の代演。